# Puerto de Málaga
El puerto de Málaga es un puerto marítimo español que se encuentra en la bahía de Málaga, en el sur de la península ibérica, en el Mediterráneo occidental.
Gestionado por la Autoridad Portuaria de Málaga, es un puerto comercial, de pasajeros, de cruceros, deportivo y pesquero. La temperatura media anual es de 19 °C. Con precipitaciones bajas (469,2 mm de promedio anual), produciéndose principalmente entre noviembre y marzo, ambos inclusive. Los vientos reinantes son SE y SO y dominante SE, de velocidad poco elevada en general. La presión media anual es de 760,6 mm.
Desde 1998, se encuentra en un profundo proceso de remodelación, enmarcado dentro del proyecto denominado Plan Especial del Puerto de Málaga. Dicho proyecto le ha permitido dar un uso ciudadano al puerto creando un profuso palmeral, una extensa superficie comercial y de restauración incluyendo comercios de todo tipo, albergar el museo Centro Pompidou de Málaga y una avanzada terminal de cruceros que han situado a Málaga como un puerto líder de España en recepción de cruceristas en el Mediterráneo, situándose en tercer lugar después del puerto de Barcelona y Baleares. Su nueva terminal ha permitido el atraque de los cruceros más grandes del mundo pertenecientes a la compañía Royal Caribbean. Actualmente, hay planeada la construcción de un hotel rascacielos de lujo que presidiría el dique de levante.

## Historia

### Puerto fenicio
La ciudad de Málaga fue fundada por los fenicios de Tiro, hacia el siglo IX a. C.. Estos establecieron una colonia comercial con el fin de explotar los numerosos recursos naturales de la zona. A su vez enseñaron a los pobladores primigenios faenas de cultivo y mejoras en los aprovechamientos de la pesca; nacía así Malaka. Para situar la ciudad escogieron la falda del monte Gibralfaro, hasta donde llegaba el mar y en cuyas estribaciones se configuraba una ensenada natural.
El puerto abarcaba desde la esquina occidental del actual Palacio de la Aduana hasta Puerta Oscura, en una longitud de 500 m. El recinto quedaba dividido en dos mitades por un muro: la mitad de Poniente era industrial y en ella han aparecido artesas para saladeros construidas siguiendo la pendiente del terreno; la otra mitad era el puerto comercial que fue excavado formando una explanada más horizontal y en el que se han encontrado restos de columnas y capiteles fenicios de los edificios de aquel periodo. Se destruyó en 1992.

### Cartagineses
Tiro, la capital de los fenicios cae bajo el Imperio hitita. Los cartagineses, que vienen en ayuda de los fenicios, acaban asentándose en Malaka en el siglo VI a. C.

### Época romana
La romanización fue lenta, aun así, la Málaga romana fue pronto nombrada ciudad federada. Más tarde Domiciano, hacia el año 82 a. C., promulga una ley que otorga a Malaca el primer estatuto municipal de su historia, la Lex Flavia Malacitana, por el que se reglamentaba.
El desarrollo y la expansión comercial de la urbe y la intensificación de la actividad portuaria corrían en paralelo, y desde Málaga salían para Roma no sólo minerales, sino también cerámicas, almendras, vino, aceite y pescado preparado con una salsa denominada "garo", producto muy apreciado en toda la civilización romana.
Los romanos construyeron una muralla de defensa costera por delante de las instalaciones fenicio-púnicas, dejando un pasadizo entre esa nueva muralla y el muro divisorio que sirviera para comunicar entre sí las dos mitades.
Tras la caída de Roma, los bárbaros entran en Hispania. Primero los vándalos y más tarde los visigodos conquistan y saquean la ciudad. Las luchas entre los reyes godos permitieron la ocupación bizantina del sureste peninsular durante apenas un siglo, una fase de gran actividad y apogeo de Malaca, hasta que a principios del siglo VII, los visigodos consiguen expulsar a las tropas imperiales de Bizancio.

### Época musulmana

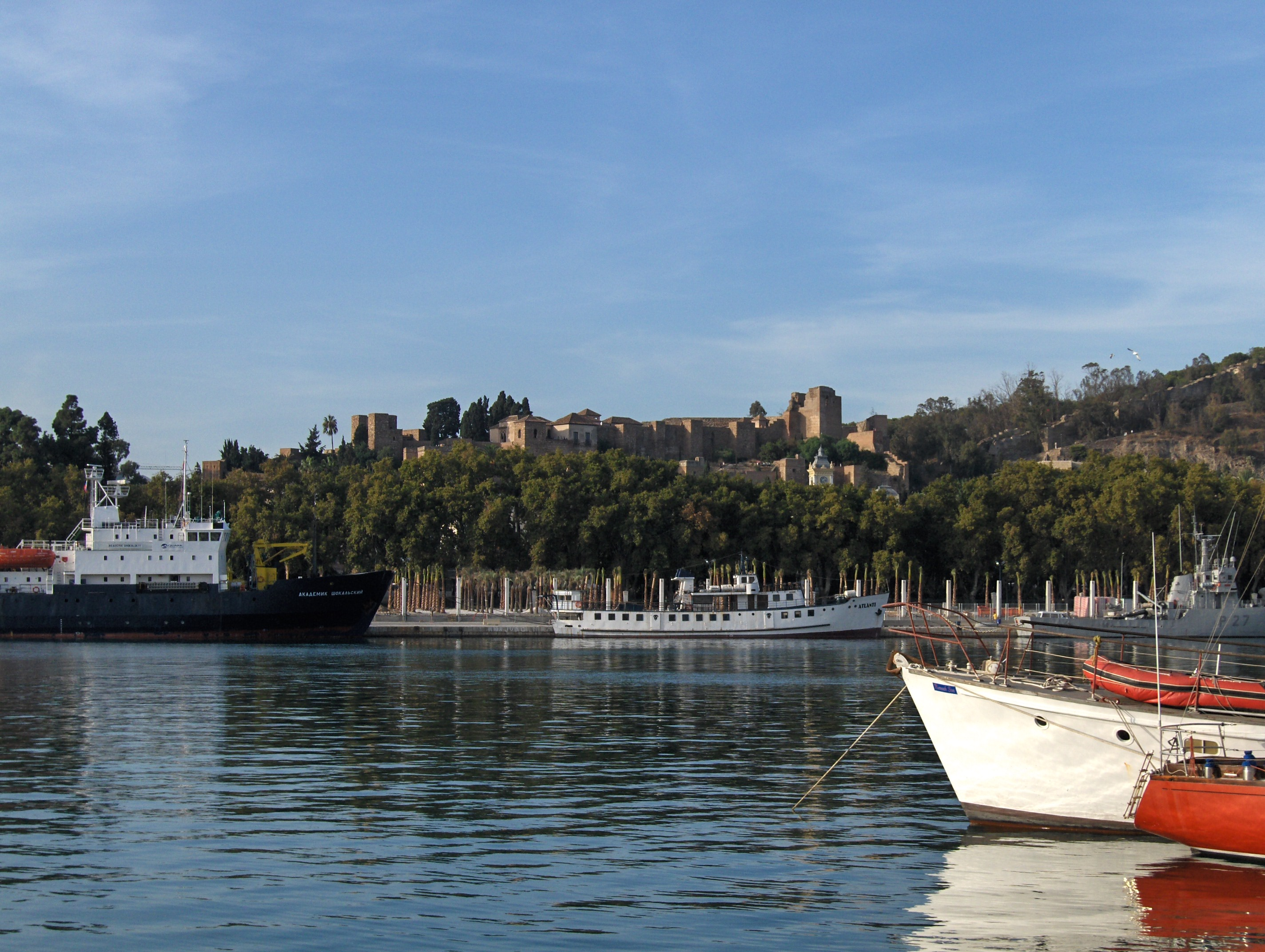
Vista de la alcazaba de Málaga desde el puerto.

En el 711, el ejército de Tarik invadió la península. Durante las inagotables luchas internas de la primera etapa musulmana, el puerto de Málaga perdió buena parte de su actividad.
En el siglo XI, se construye la Alcazaba y comienza una nueva etapa de crecimiento. Mālaqa volvió a ser uno de los puertos más activos del Mediterráneo, alcanzando su definitiva consolidación en 1279, año en el cual la República de Génova firma una alianza económico-comercial con Muhammad II. Mālaqa se convierte en la puerta del Reino nazarí de Granada y en nexo de unión entre el Mediterráneo, el Atlántico y el mar del Norte. Se establecen rutas con el Lejano Oriente.
La tradición marinera de la ciudad se refleja en la actividad continua de las Atarazanas. Así mismo, cebada, lana, laca, cueros, pieles, etc. salen de los muelles hacia Flandes e Inglaterra. A pesar del dominio musulmán, se fundan en la ciudad numerosas colonias genovesas que para dar mayor seguridad a las transacciones comerciales y se construye el “Castillo de los Genoveses”.
Los aterramientos sobre la antigua dársena fenicia van desplazando la actividad portuaria hacia el sur.

### SigloXVI
En 1487, las tropas de los Reyes Católicos llegaron a Málaga. Tras un duro asedio la ciudad fue tomada ese verano.

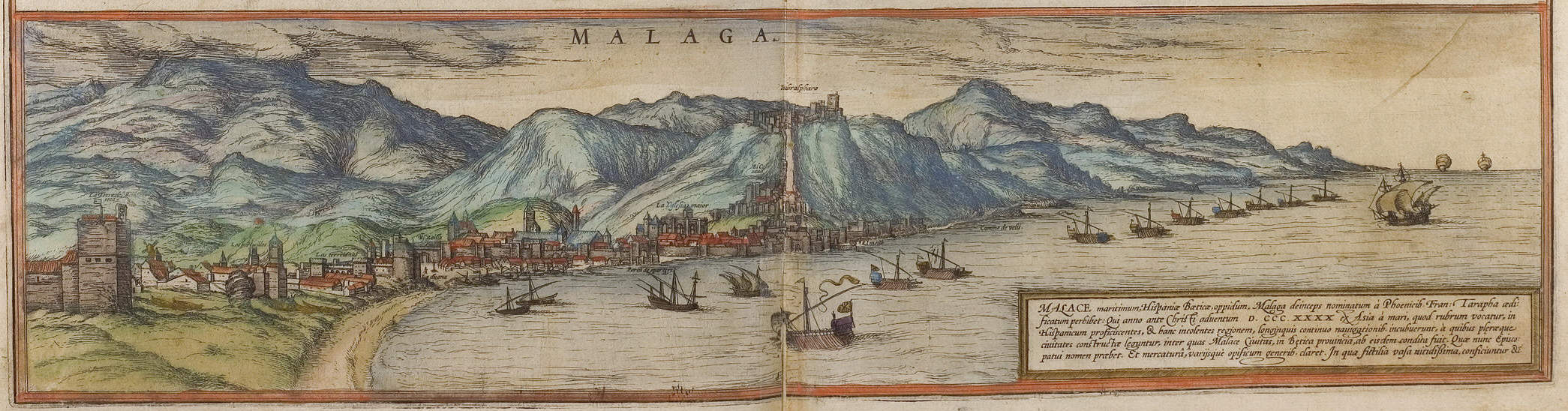
Puerto de Málaga en 1572

Poco después de la conquista, los Reyes Católicos trataron de fomentar la actividad comercial del puerto. Una de las primeras actuaciones que hace la Corona es reforzar la vigilancia de las aguas, así como el mantenimiento del viejo muelle musulmán. Dicho muelle estaba obsoleto, así que el ayuntamiento pidió apoyo a los Reyes Católicos pero estos no atendieron el requerimiento. La ciudad de Málaga, convencida de que su prosperidad dependía principalmente de la del Puerto, aprobó el 11 de enero de 1492 la construcción de un fondeadero defendido por espigones. En las Actas Municipales se da cuenta de numerosos gestiones para realizar las obras. A pesar de la buena voluntad de todos, no se consiguió nada práctico con relación a las obras del puerto. Se establece una pequeña armada para la defensa de la costa. Se contempla el puerto como cabeza de puente con la otra orilla mediterránea, siendo pieza fundamental en la toma de Melilla, Peñón de Vélez y otros enclaves norteafricanos. La demanda que provocan estas empresas hacen que el tráfico portuario se intensifique y potencia la industria. El 15 de enero de 1529, Carlos I firma la autorización para el comercio con las Indias, eliminando así el monopolio con el que contaba Sevilla para los tráficos con América. Una real provisión fechada el 8 de mayo de 1545 autoriza el inicio de las obras del muelle con un costo de 5000 ducados para cinco años. Las obras empezaron pero se abandonaron debido al aterramiento producido por las riadas del Guadalmedina. El tráfico era especialmente intenso en la llamada vendeja, o sea entre septiembre y octubre. Durante gran parte del siglo XVI, Málaga es el primer puerto exportador de cereal. Tras varias gestiones emprendidas para realizar la obra del Muelle, fue en 1585 cuando una representación del Municipio de Málaga inclinó a Felipe II a enviar al Doctor Pareja de Peralta, alcalde de la Chancillería granadina para que le informara sobre la petición malagueña de la construcción de un puerto. Felipe II comisionó a Fabio Bursoto, ingeniero del puerto de Palermo, para que hiciera la traza y presupuestara los trabajos para el futuro puerto de Málaga. Para la dirección de las obras y administración de los fondos se nombró una Junta técnica y otra de carácter administrativo. El 1 de enero de 1588, se arroja la primera piedra.
Consistían estas obras en un dique para proteger el Muelle de los temporales de Levante, que arrancaba desde la actual Plaza de Torrijos. La piedra se extraía de dos canteras, “La Torrera” y “La Leonera”, situadas un poco más altas en la propia ladera de Gibralfaro. Sin embargo la escollera era destrozada una y otra vez por los temporales de Levante. El Guadalmedina, con sus riadas, hacía que los materiales que arrastraba terminaran en el puerto y por tanto levantaban el fondo. En la mediación del trozo de dique ejecutado en este período, se levantó en 1593 una pequeña capilla (Nuestra Señora del Puerto Salvo). Esta capilla no es la que existe en la actualidad, la cual se construyó posteriormente aprovechando el ensanchamiento del morro.

### SigloXVII

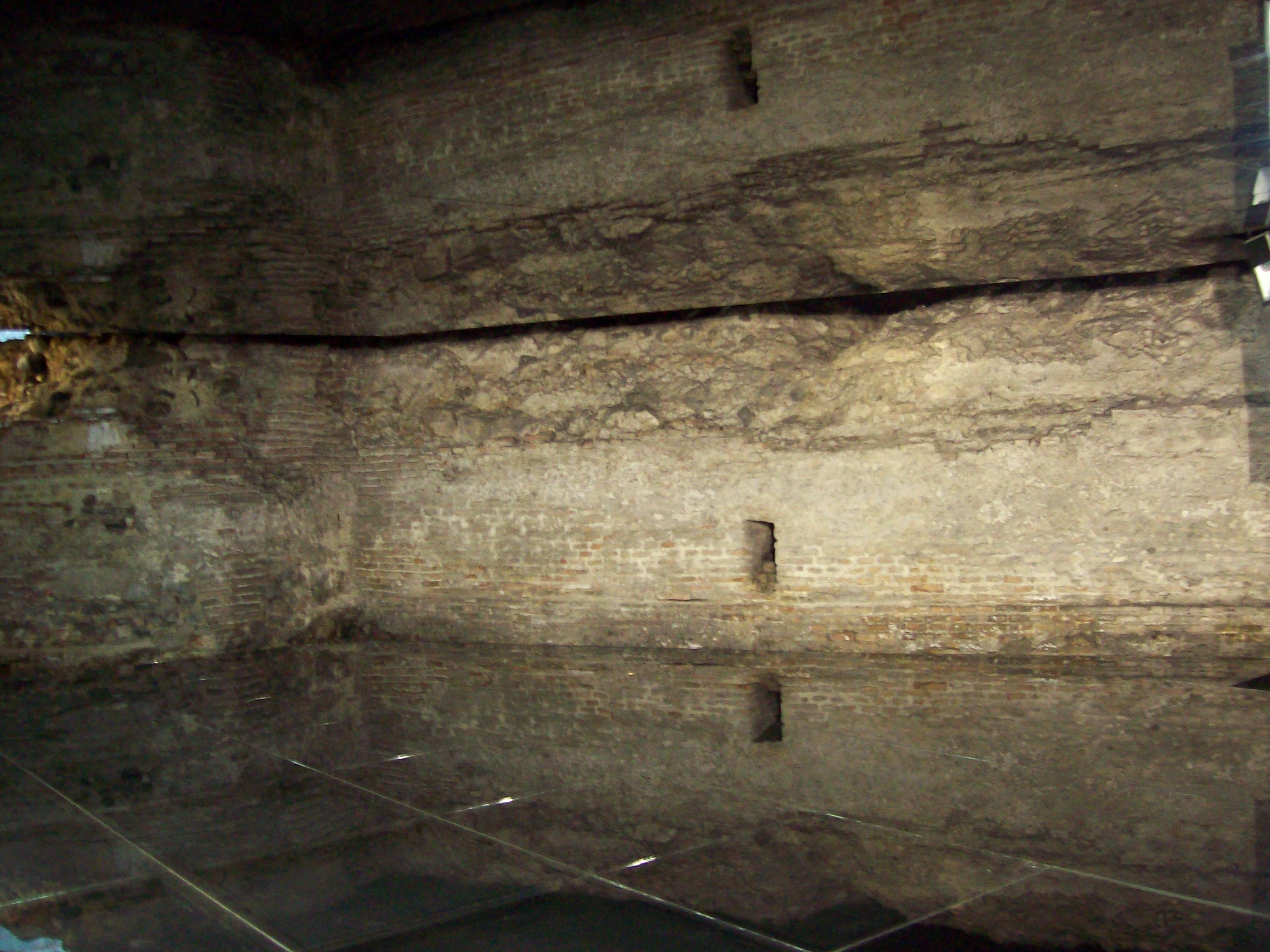
Restos del muro portuario del.

Durante el siglo XVII, decae la actividad portuaria. En 1603, el rey Felipe III envió al ingeniero Tiburcio Spanochi para supervisar las obras y buscar soluciones de acuerdo con Bursoto a los problemas que retrasan las obras. Según se detalla en los documentos de la época, antes del año 1662 se hallaban construidas 530 varas de dique. Durante el viaje que en 1624 hizo por Andalucía el rey Felipe IV, vino a ver las obras del puerto que eran de gran importancia para aquella época, tanto que, en el año siguiente de 1625, pudo fondear la escuadra española mandada por Fabrique de Toledo. Las obras de los muelles no llegan a acabarse a pesar de las imperiosas necesidades comerciales.

### SigloXVIII

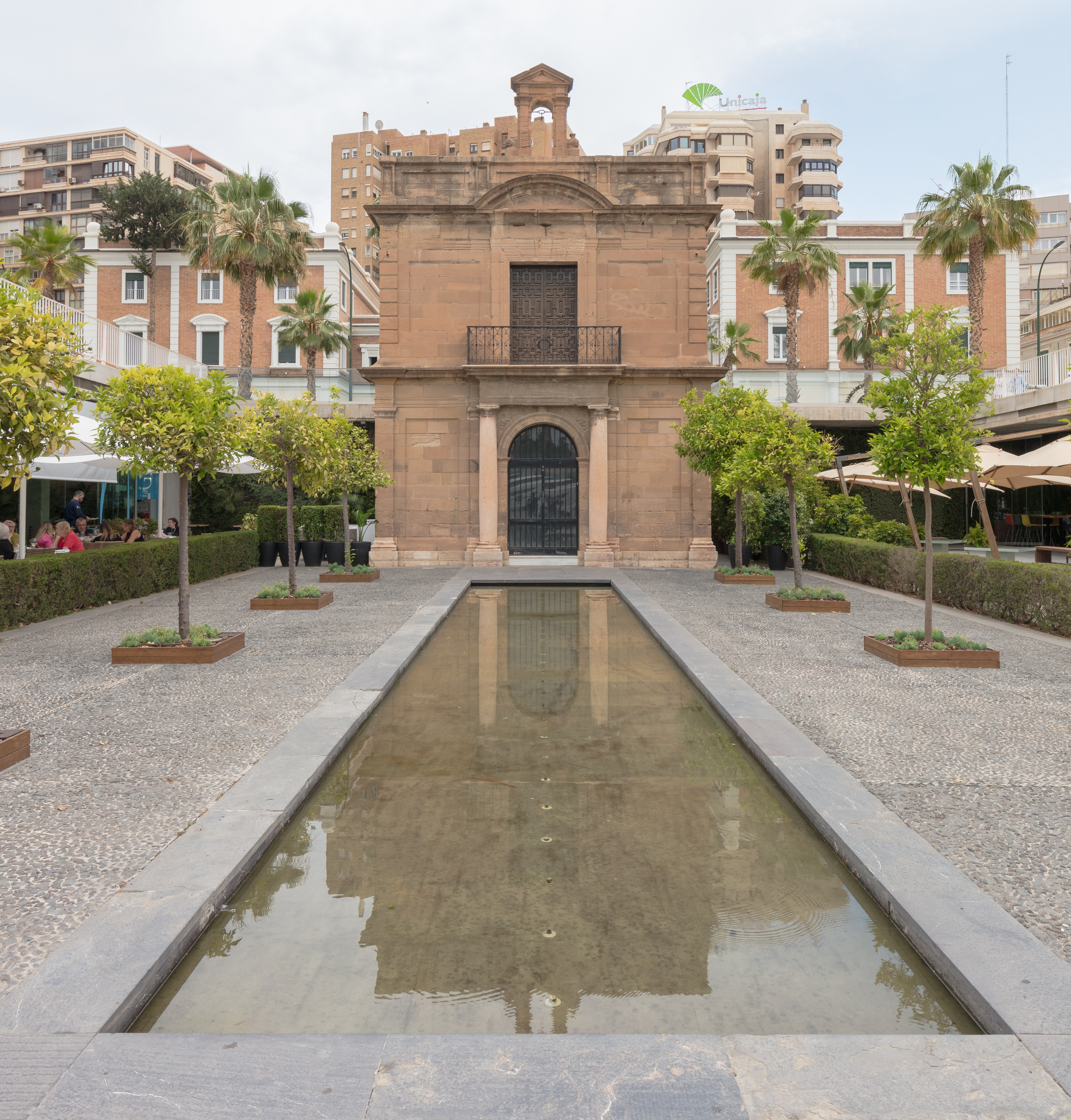
Capilla del puerto de 1732.

Después de un largo período de paralización de los trabajos, Felipe V en 1717 encargó al ingeniero francés Bartolomé Thurus la confección de un proyecto de ampliación del puerto, que satisficiera las necesidades tanto comerciales como de defensa de la población. Este proyecto consistía en prolongar el dique de Levante, poniéndole al final una linterna como se llamaba entonces, y la construcción de un muelle comercial llamado Muelle de Poniente, que arrancaba del “Torreón del Obispo”, además de ponerle batería en los morros para defensa del Puerto. En la primera mitad del siglo se construye el Fuerte de San Felipe con 13 cañones para proteger la ciudad de las posibles invasiones. A las espaldas del Fuerte se levantó la Capilla de la Inmaculada Concepción que actualmente se conserva en el Paseo de al Farola. En 1720, empiezan las obras con la prolongación del dique de Levante. Se comienza el Muelle de Poniente, llamado después Muelle Nuevo. En 1723 se hace la primera limpia del Puerto por el asentista Carlos Burel. En todo este período es constante la preocupación para seguir las obras, tanto por parte de los reyes como del pueblo de Málaga, pero a pesar de ello no se consigue hacerlo más que con intermitencias, pues el dinero de las obras, que era escaso, había que aplicarlo muchas veces a corregir las inundaciones del Guadalmedina o el artillado de la costa.
Bajo Carlos III numerosos ingenieros presentan sus proyectos buscando la forma de aumentar la capacidad de las instalaciones portuarias. En este tiempo se continuó con los dragados y las obras del dique y además se hicieron la ampliación de los Almacenes de Atarazanas (1775), construcción de un Lazareto (1776) e intensificación de las obras del Muelle Nuevo y la escalera en el Muelle Nuevo (1784). En 1783 el rey aprueba el proyecto de crear la Alameda en los terrenos ganados al mar. También se construyen los paredones sobre el Guadalmedina. Poco antes se había ampliado el comercio con más puertos americanos: Tratado de Libre Comercio. Gracias a José Gálvez, consejero de Estado del monarca y marqués de la Sonora, se creó el Consulado marítimo y terrestre para favorecer el comercio y que por consiguiente tuvo una influencia muy importante en el volumen del tráfico del puerto. Con la muerte de Carlos III, en 1788, los proyectos se paralizan.

### SigloXIX

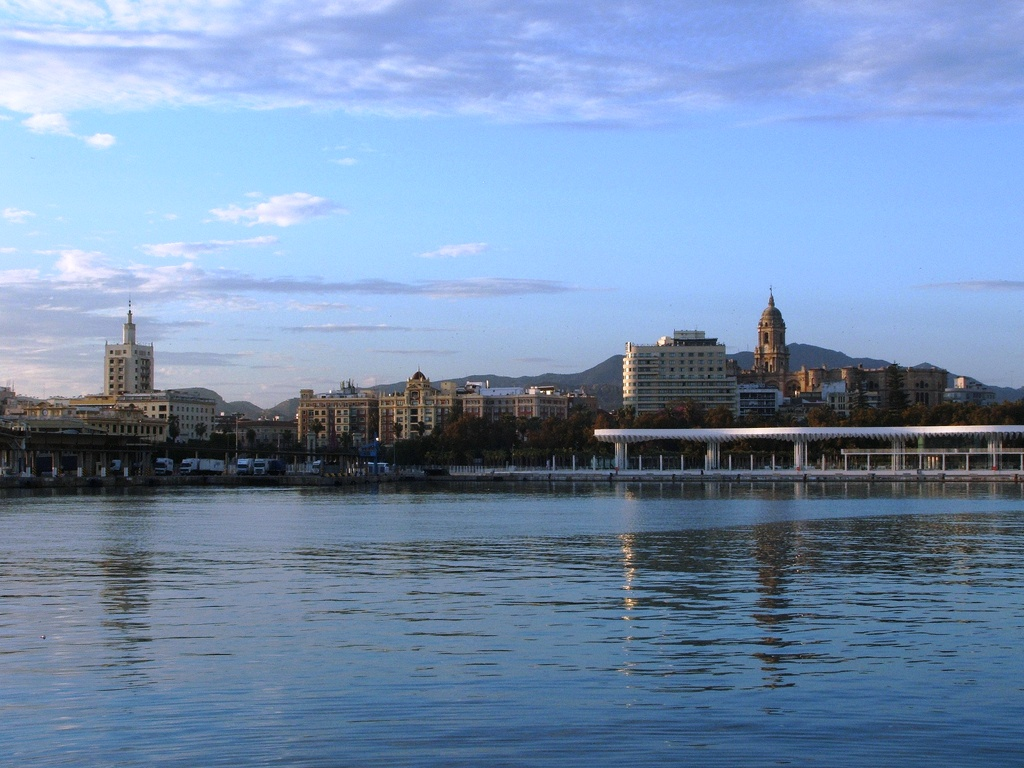
La Catedral desde el Puerto.

En 1814, la Junta de Reales Obras, comprendiendo la necesidad de establecer una señal marítima para evitar los accidentes lamentables que acaecían con frecuencia en la bahía malagueña, encargó al Ingeniero Director Joaquín María Pery la construcción de “un edificio bien adecuo para el fin de sustentar en alto una linterna giratoria, sobre la punta o morro de Levante”. Desde 1833 hasta la Restauración casi no se hicieron obras por falta de recursos.
A principios de siglo tuvo una gran repercusión negativa para Málaga la Guerra de la Independencia. Pero tras la guerra comenzó una etapa de desarrollo económico liderado por empresarios como Larios, Heredia o Loring. La actividad exportadora del puerto fue el inicio de la industrialización de Málaga. Un ejemplo: los primeros altos hornos de España. A lo largo de la primera mitad del siglo XIX, centenares de naves arribaban al puerto. Desde el puerto de Málaga las comunicaciones con las plazas de África son constantes, tanto desde el punto de vista comercial como militar.
En 1873, se crearon las Juntas de Obras de Puertos y en 1874 quedó constituida la primera Junta de Obras del Puerto de Málaga.
En 1876, Rafael Yagüe, primer ingeniero director encargado de redactar un proyecto general de las obras necesarias, firmó el proyecto del nuevo puerto de Málaga que le habían encomendado. En 1897, finalizan las obras en los muelles que habían sido proyectados por el ingeniero Yagüe en 1876. En este mismo año se aprobó el proyecto de determinación de la zona de servicio de los muelles, a los efectos de fijar los terrenos que eran necesarios para el puerto y cuáles se podían enajenar. Esto posibilita la creación del parque de Málaga, en la que el presidente del Consejo de Ministros, Cánovas del Castillo, tiene una intervención determinante. A finales de siglo, Málaga se encuentra sumida en una profunda crisis provocada por la pérdida del mercado americano y la plaga de la filoxera causante de la ruina de nuestros viñedos.

### SigloXX

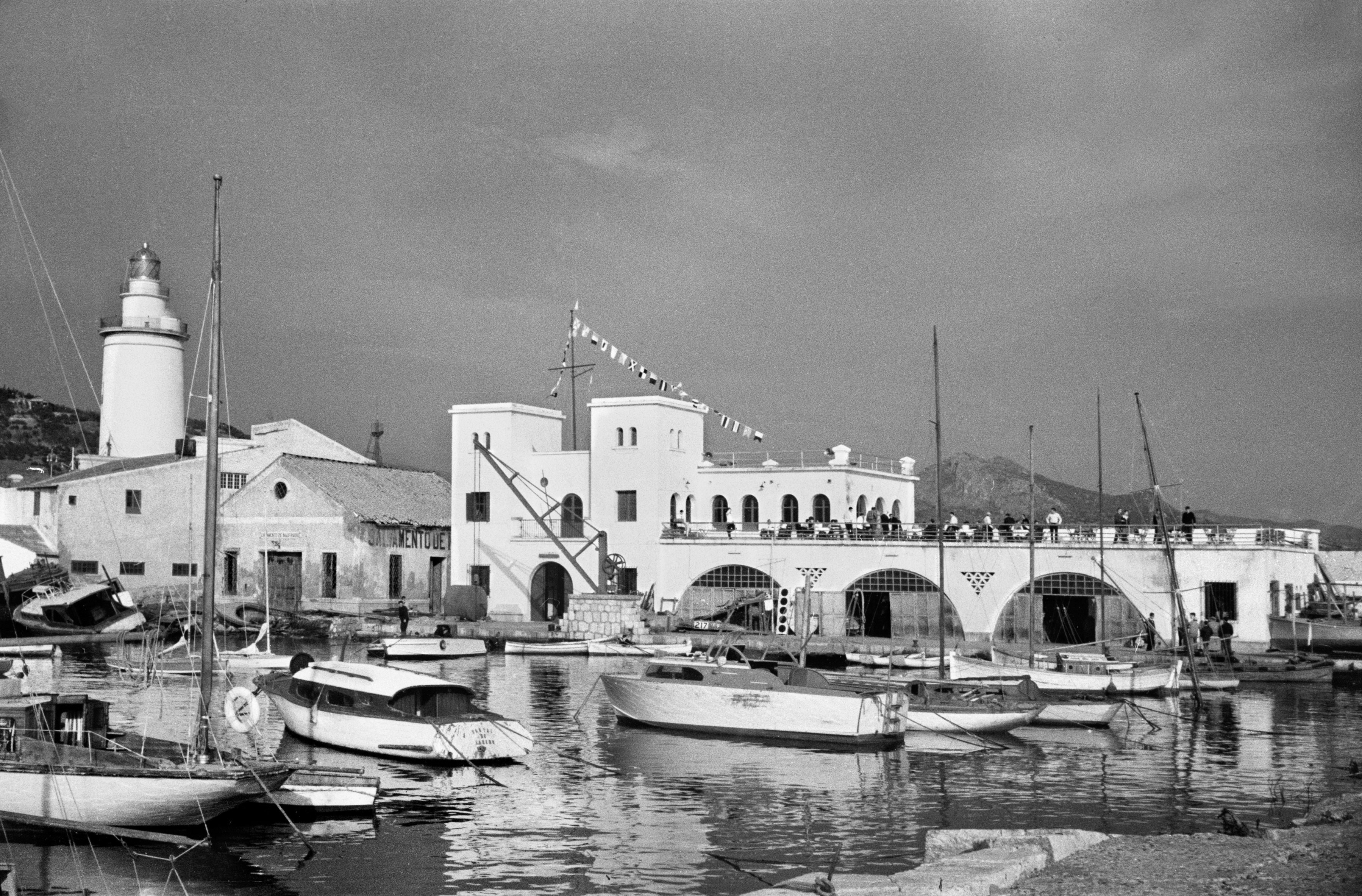
Club de Botes del Club Mediterráneo en los años 1950.

En la primera década del siglo XX, la Primera Guerra Mundial reactiva la actividad industrial. A la actividad comercial se une la logística, generada por el conflicto con el Protectorado de Marruecos. En los años 1920 se inician también las primeras escalas turísticas. La Guerra Civil supone un paréntesis de estancamiento y atonía.
A comienzos de la década de 1950 entra en servicio el silo del Servicio Nacional del Trigo, dedicado a almacenar grano para su posterior exportación por vía marítima. Esta infraestructura, perteneciente a la Red Nacional de Silos y Graneros, tenía una capacidad de almacenamiento de 14.000 toneladas. Hasta la década de 1980, los tráficos portuarios mantienen un discreto aumento, y se amplían y modernizan los muelles existentes. Se construye la Estación Marítima. En 1965 entró en servicio el oleoducto Málaga-Puertollano, que conectaba las instalaciones de la refinería de Puertollano con el recinto del puerto malagueño.

### SigloXXI
El Puerto de Málaga entra en este nuevo siglo acometiendo una profunda modernización de sus instalaciones y creando nuevos espacios hacia el sur.
En la actualidad, hay grandes actuaciones en marcha y/o previstas, que van a modificar radicalmente la imagen del puerto y alrededores. Entre ellas, cabe destacar el futuro soterramiento de la vía del ferrocarril que une el puerto con la red ferroviaria, que eliminará los pasos a nivel, que tanto perjuicio suponen a una zona con la intensidad de tráfico rodado que la caracteriza.

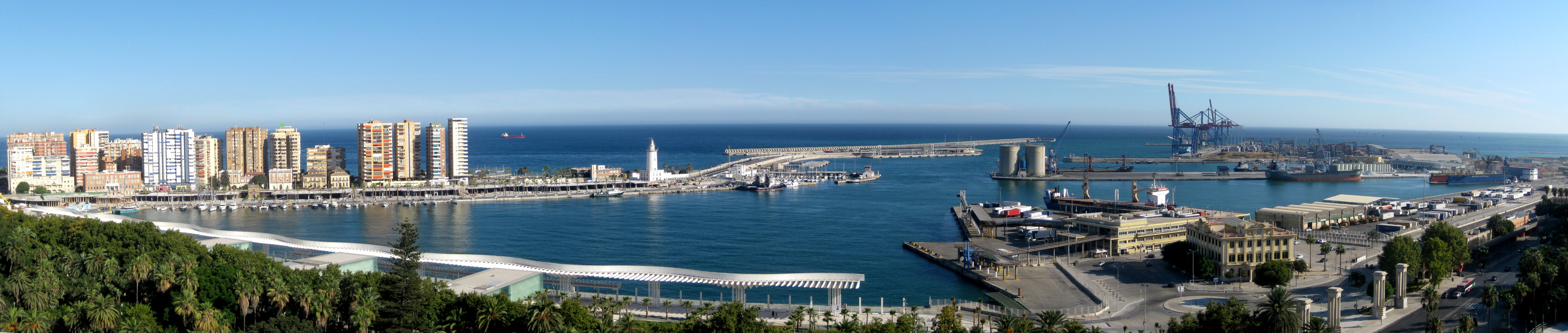
Panorámica del puerto

## Instalaciones
- Muelle de Levante: Cruceros, dos terminales internacionales.
- Muelle n.º 1 Ricardo Gross: Embarcaciones de recreo, yates, megayates, zona de ocio, restauración y comercial.
- Muelle n.º 2 Guadiaro:  Cruceros, una terminal internacional, museo Aula del Mar.
- Muelle n.º 3 Cánovas: Estación marítima para pasaje, carga rodante.
- Muelle n.º 4 Heredia: Carga rodante, graneles líquidos y mercancía general.
- Muelle n.º 5 Dique Flotante: Dique flotante, reparaciones y armamento.
- Muelle n.º 6 Romero Robledo y 7: graneles sólidos y líquidos y mercancías peligrosas.
- Puerto Pesquero, lonja, almacenes frigoríficos y fábrica de hielo.
- Muelle de graneles sólidos y líquidos: Graneles sólidos y líquidos por instalación especial.
- Muelle n.º 9 Polivalente: Muelle de contenedores y vehículos.
- Plataforma del Bulto: Puerto deportivo, Auditorio de Málaga (en fase de proyectos).
- Dique Flotante
- Astilleros de reparación

## Comunicaciones

### Comunicaciones interiores
- Tráfico rodado

Todos los muelles están enlazados por un sistema de caminos interiores pavimentados con adoquín granítico sobre hormigón con anchos variables de 8 a 16 metros.
- Ferrocarril

La red de vías de ferrocarril del Puerto de Málaga se ramifica llegando a todas las zonas comerciales, tanto a las de maniobra, como a las de depósito.

### Comunicaciones exteriores y conexión intermodal
- Carretera

El acceso al Puerto se une a las rondas exteriores de Circunvalación de Málaga, a la que confluyen las dos carreteras nacionales que comunican la ciudad con el resto del territorio, la A-7 (Barcelona-Cádiz) que discurre por la costa y la A-45 que se adentra hacia el interior (Córdoba-Málaga) y que se une en Antequera con la autovía A-92 y en el resto del sistema nacional de carreteras.
- Ferrocarril

El acceso al Puerto por Ferrocarril situado en el sector de Poniente une la zona de servicios portuarios con la Estación Principal de Málaga.
A través de Cargas RENFE se ha consolidado un importante movimiento de mercancías, realizándose la logística completa FF.CC+Carretera a petición de los clientes. Al Puerto se desplazan los vagones necesarios para cada tipo de tráfico, coordinándose con los diferentes atraques de los buques.
- CTM

El CTM; Centro de Transportes de Mercancías de Málaga, fomenta y mejora la infraestructura del transportede mercancías por carretera, situándose en el llamado triángulo productivo de Málaga, formado por el Parque Tecnológico, el Aeropuerto y el Puerto.
- Aeropuerto

El Centro de Carga Aérea del Aeropuerto constituye la última respuesta del Aeropuerto a la evolución del sector del transporte de mercancías para el que se prevé un fuerte crecimiento.
- Actividades Logísticas

La Consejería de Obras Públicas y Transporte de la Junta de Andalucía está desarrollando un proyecto de una gran plataforma intermodal con conexión directa al puerto.

## Tráficos

### Tráfico comercial

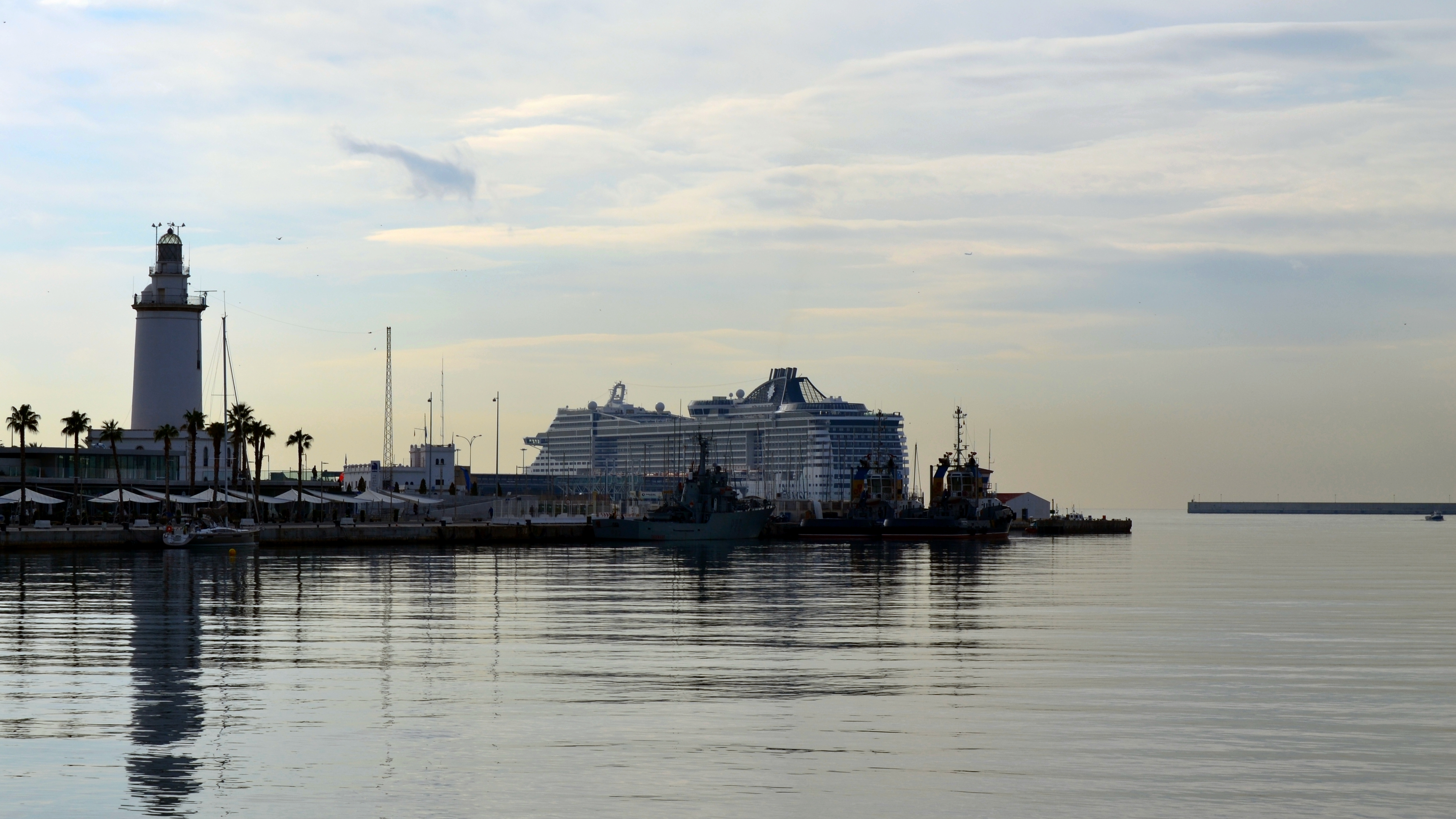
Crucero estacionado en el Dique de Levante, frente a La Farola.

El puerto de Málaga ha sido, tradicionalmente, un puerto eminentemente importador, aunque esa tendencia ha ido evolucionando en los últimos años hasta equilibrar el número de exportaciones.
Dentro del tráfico de graneles sólidos cabe destacar como más importantes la importaciones de cemento y clinker, cereales y otros productos agroalimentarios, como semillas de girasol o tortas de soja, coques de petróleo y abonos y en cuanto a los productos exportados destacan la dolomita y otros productos alimentarios. Los graneles líquidos están constituidos, en su mayoría, por aceite de oliva, tanto en importación como en exportación.
La mercancía general ha aumentado considerablemente en los últimos años debido al funcionamiento de la terminal de contenedores. Y la línea regular de cabotaje Málaga-Melilla mueve igualmente cientos de miles de toneladas de mercancía general diversa.

### Tráfico de pasajeros y crucerístico

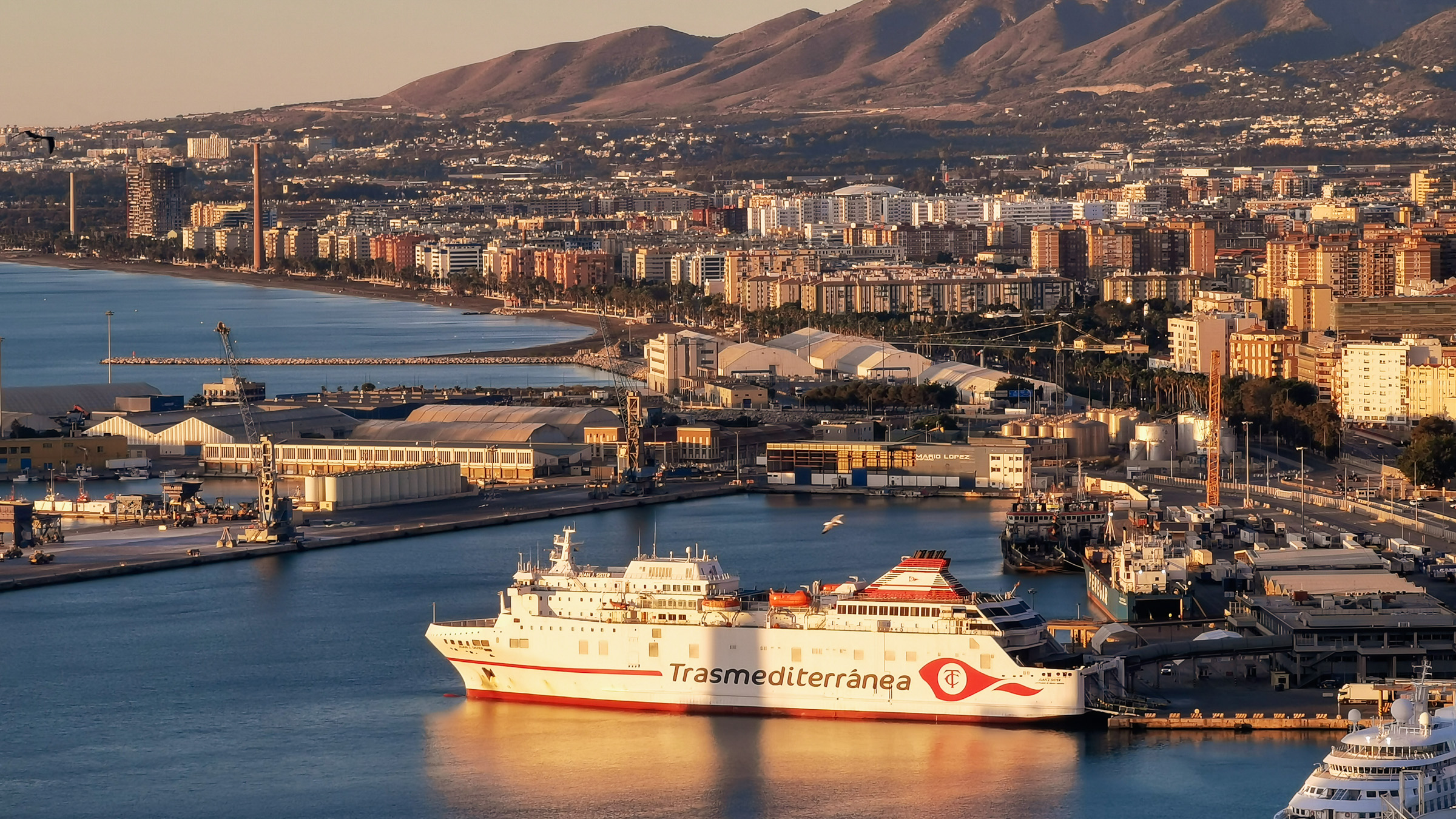
Ferry de Transmediterránea hacia Melilla en el puerto de Málaga

El tráfico de pasajeros es muy importante. Por un lado están los pasajeros a bordo de los cruceros turísticos que hacen escala en el puerto o que inician y finalizan el mismo en las estaciones para cruceros y que alcanzaron la cifra de 659 123 pasajeros en 2010. Por otro lado, el tráfico de cabotaje de la línea regular con Melilla mueve alrededor de los 325 915 pasajeros por lo que unidos ambos tráficos transitan por el puerto de Málaga al año alrededor del millón de pasajeros.
El puerto malagueño ha sido utilizado como puerto base por numerosos cruceros, aunque sufrió un varapalo en el año 2013 cuando la compañía Royal Caribbean dejó de establecer Málaga como puerto base. Después de los difíciles años 2013 y 2014 con mermadas cifras de visitantes el segmento de cruceros en Malága ha vuelto a la senda de la recuperación en el 2015, con un aumento del 2,6%. En dicho año se alcanzó la cifra de 418 627 cruceristas, que llegaron a bordo de 226 barcos. Estos pasajeros tuvieron un impacto económico en la ciudad de aproximadamente treinta millones de euros, de los que doce millones se generaron entre los meses de septiembre a noviembre.
Actualmente el puerto de Málaga continúa consolidándose como un importante punto de partida y escala para diversas líneas de cruceros. Entre las principales compañías que operan desde este puerto se encuentran MSC Cruceros y Costa Cruceros, que ofrecen itinerarios variados por el Mediterráneo y el Atlántico. MSC Cruceros, con el MSC Grandiosa, realiza rutas hacia destinos como Marruecos, las Islas Canarias y Brasil. Por su parte, Costa Cruceros opera el Costa Fortuna y el Costa Favolosa, con viajes que incluyen paradas en ciudades como Barcelona, Marsella, Lisboa y Cádiz. Estas navieras permiten disfrutar de cruceros de 8 a 18 días, con ofertas para familias y pensión completa. Además, desde 2025 Alma Cruceros se incorpora a las compañías cruceristas que operan desde el puerto de Málaga, con itinerarios que resaltan la belleza y magia de Andalucía.

### Tráfico de buques en reparación
Desde hace ya más de dos décadas el puerto de Málaga es un referente para la reparación de buques que transitan por esta zona del mediterráneo, siendo que los Astilleros de Mario López (Cernaval Group Shipyards) el lugar donde se han reparado más de 40 embarcaciones durante el 2014, en modalidades de reparaciones a flote en el muelle 4, 6 y dique de levante, además de las efectuadas en el dique flotante.
El octavo megayate más grande del mundo, el Octopus, propiedad del multimillonario cofundador de Microsoft, Paul Allen, tiene Málaga como puerto base para efectuar sus reparaciones, produciendo el asombro de turistas y residentes en el muelle 2.

## Plan especial

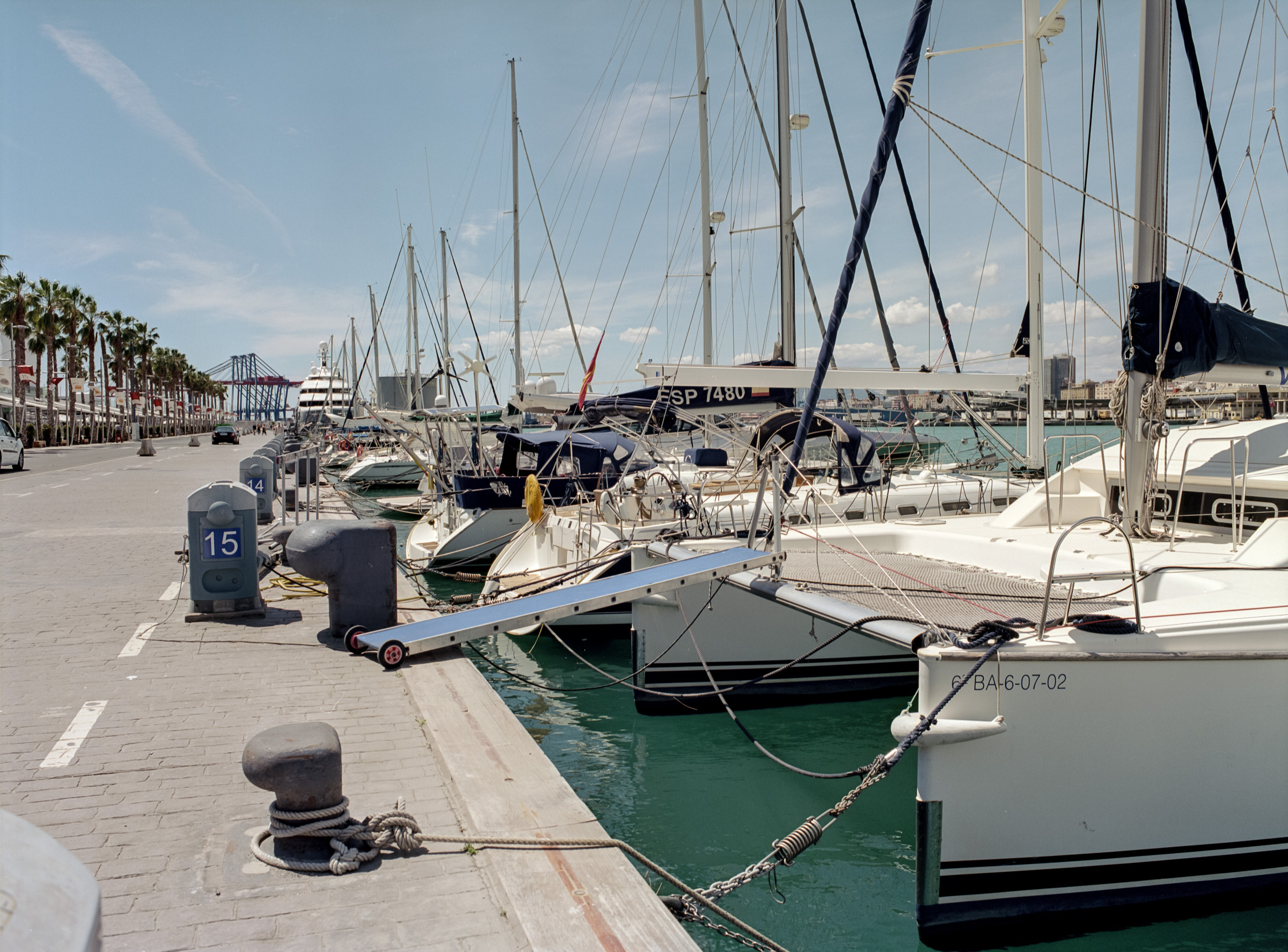
Yates y embarcaciones de recreo en el Muelle Uno

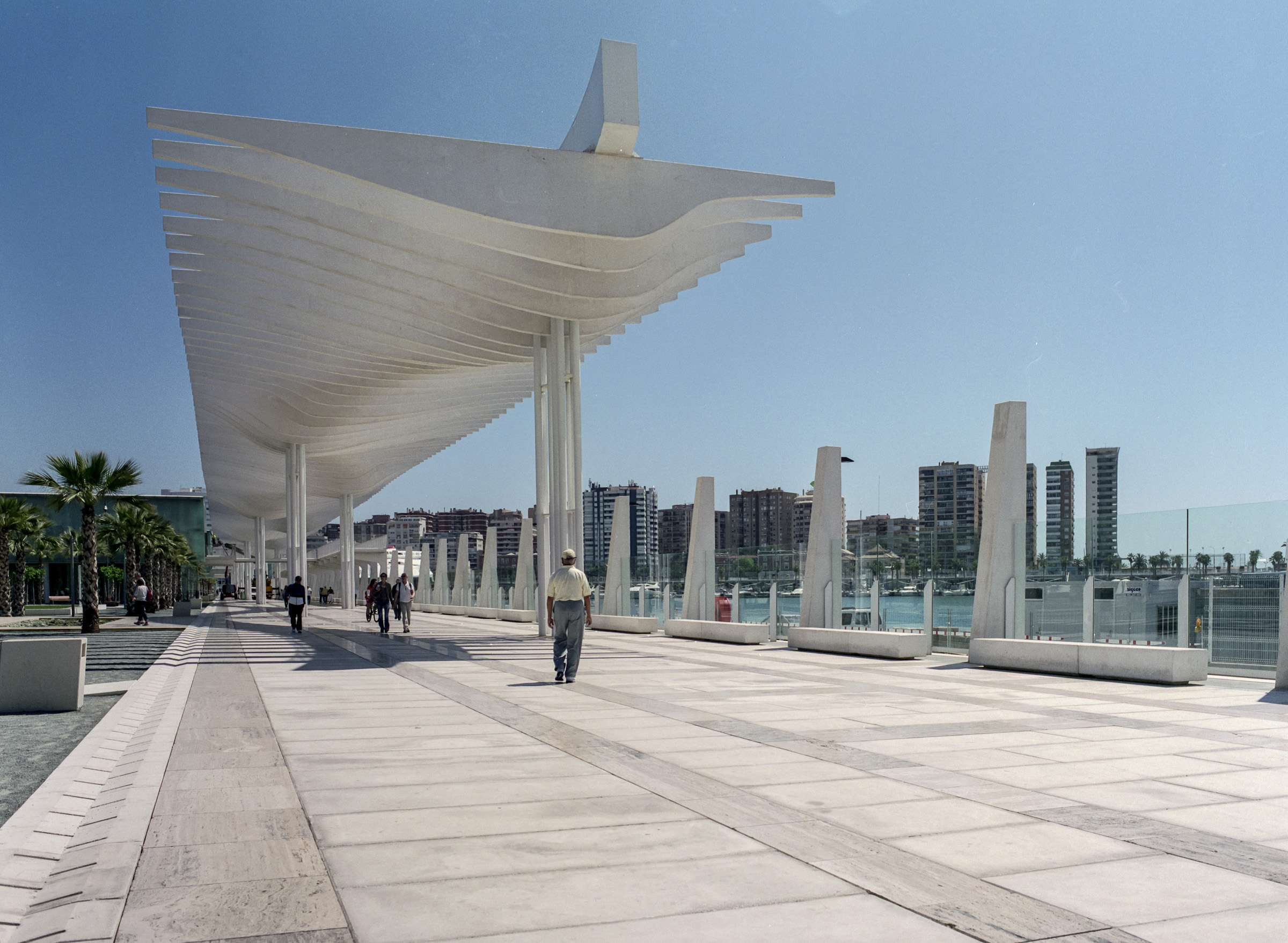
Paseo y pérgola del Palmeral de las Sorpresas

### Dique de Levante
Proyecto:
- Ordenamiento de la zona, incluyendo los siguientes elementos: Estación Marítima de Levante, atraques Norte y Sur y accesos a la zona:  Finalizado. Ampliación del atraque norte y dársena deportiva en obras.
- Construcción del hotel rascacielos de gran lujo de promotores cataríes con el sello del arquitecto José Seguí, el Hotel Málaga-Port.

### Muelle Uno
Proyecto:
- Remodelación del muelle 1, esquina y paseo de la Farola, con la actuación de carácter comercial "Muelle Uno": zona de ocio, restauración y cultural, aparcamiento subterráneo con 1.050 plazas y un área de recepción de cruceristas en tránsito. Inaugurado en 2011.

El Puerto de Málaga fue elegido como sede del Centro Pompidou de París. El Cubo del Muelle Uno alberga el Centro Pompidou de Málaga un museo con obras de arte cedidas por el museo parisino.

### Muelle 2 y Palmeral de las Sorpresas
Proyecto:
- Remodelación del muelle 2, con la construcción de “El Palmeral de las Sorpresas”, zona de ocio y recreo que incluye una estación marítima para pasajeros en tránsito, la sede de Aula del Mar y zona de restauración: Dichas obras finalizaron el año 2011 gracias a la intervención de la empresa Typsa con un equipo de trabajo multidisciplinar y a la colaboración del director de ejecución D. Francisco Naranjo Rosa.[9]

### Muelle Heredia
Proyecto:
- Se dedicarán 28 000 m² de superficie a la construcción de edificios con uso restringido a oficinas, entre los que se encontrarán las nuevas instalaciones de la Administración de Aduanas de la Agencia Tributaria.

- Retranqueo del límite portuario para permitir una ampliación de la sección de la Avenida, consiguiendo una calzada de tres carriles en cada dirección, mediana, más un carril de servicio para la entrada a los aparcamientos subterráneos que se construirán bajo los nuevos edificios.
- Dotación de 500 plazas de aparcamiento, a construir bajo los edificios.
- Paseos, jardines y plazas públicas entre todos los edificios.

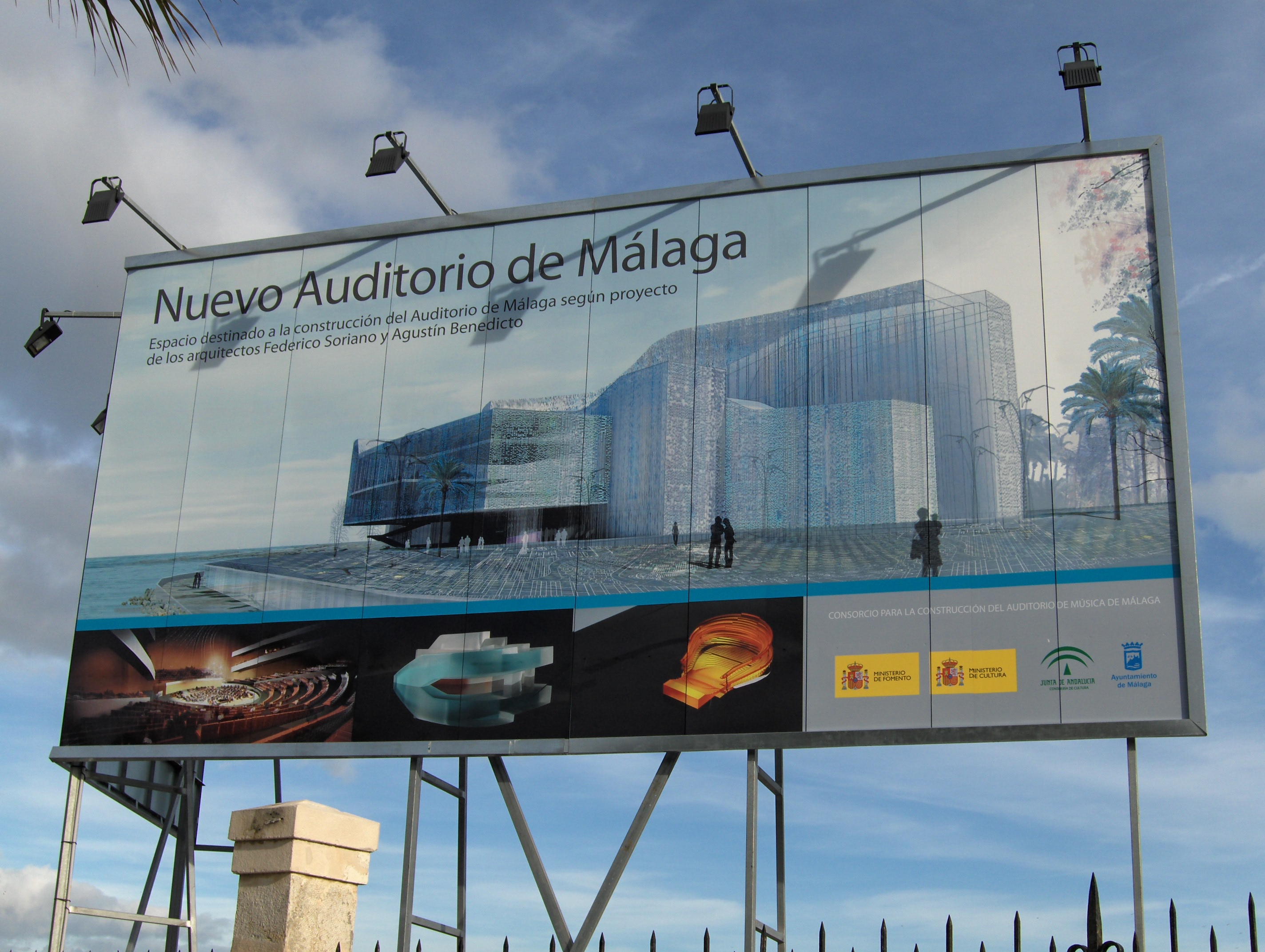
Cartel del futuro Auditorio de El Bulto.

### San Andrés
Proyecto:
- Puerto deportivo con más de 600 plazas y marina seca. En obras.
- Remodelación de la entrada al recinto portuario por esta zona. En obras.
- Auditorio de Málaga, Instituto Oceanográfico.
- Traslado de instalaciones pesqueras a la parte posterior del muelle 9.
- Soterramiento del ferrocarril del puerto desde la Estación de Málaga-María Zambrano.